# Castlevania (jeu vidéo, 1986)
Pour les articles homonymes, voir Castlevania (homonymie).
Castlevania, intitulé Akumajō Dracula (悪魔城ドラキュラ) au Japon, est un jeu vidéo d'action et de plates-formes développé et édité par Konami, sorti le 26 septembre 1986 sur Famicom Disk System. Il a été adapté sur Nintendo Entertainment System, borne d'arcade, Amiga, Commodore 64 et DOS. Il est le premier opus de la série Castlevania.

## Histoire
En 1691, le comte Dracula ressuscite dans son château en Transylvanie. Il commence à faire régner la peur et la désolation dans les villages voisins.
Lorsque le célèbre chasseur de vampires Simon Belmont apprend cela, il se rend au château de Dracula armé du fouet Vampire Killer afin de terrasser le comte vampire.
Il lui faudra traverser tout le lieu, du portail à la chapelle en passant par les jardins et la bibliothèque infestés de pièges et de monstres pour mener sa quête à bien...

## Système de jeu
Le joueur contrôle Simon Belmont, un célèbre chasseur de vampires armé du fouet « Tueur de Vampires » et d'attaques secondaires (croix, hache, eau bénite, etc.). Ce jeu est structuré en six niveaux avec des trajets qui divergent. Dans les niveaux se trouvent de nombreux ennemis et de nombreux pièges. À la fin de chaque niveau, on se retrouve face à un boss.

## Versions
La version NES est adaptée de la version arcade qui fonctionne sur PlayChoice-10. En 1990, Novotrade a adapté le jeu sur Amiga et Unlimited Software sur Commodore 64 et DOS.
Le jeu est également disponible depuis 2002 sur Windows dans la compilation Castlevania and Contra: Konami Collector's Series et depuis 2004 sur Game Boy Advance sous l'intitulé  NES Classics: Castlevania (Nintendo).
En 2007, le jeu a été réédité sur la Console virtuelle de la Wii.
Le jeu est inclus dans la compilation Castlevania Anniversary Collection sorti en 2019 sur Windows, Nintendo Switch, PlayStation 4 et Xbox One.

## À noter
Si le jeu s'inspire du roman Dracula de Bram Stoker, il n'en est absolument pas l'adaptation. L'époque et le contexte sont fondamentalement différents.
Le nom japonais du jeu est Akumajô Dracula, ce qui signifie littéralement Le Maléfique Château du Comte Dracula. Castlevania est la contraction de Castle of Transylvania.
En Europe, le nom Castlevania, sans sous-titre, a été réutilisé pour d'autres épisodes :
- Castlevania sur Nintendo 64 sorti en 1999[2] ;
- Castlevania: Circle of the Moon sur Game Boy Advance sorti en 2001[3] ;
- Castlevania: Lament of Innocence sur PlayStation 2 sorti en 2003[4].